# اسماعیل شنگله
اسماعیل شنگله (۱۳ خرداد ۱۳۱۵ – ۲۵ تیر ۱۴۰۱) بازیگر سینما، تلویزیون و تئاتر اهل ایران بود.

## زندگی
اسماعیل شنگله در سال ۱۳۱۵ در خیابان ری تهران متولد شد. تئاتر را از سال ۱۳۳۲ آغاز نمود. در سال ۱۳۳۵ وارد هنرستان هنرپیشگی شد.
در مصاحبه‌ای که در ۲۰ شهریور ۱۳۹۵ توسط خبرگزاری میزان انجام شده‌است، شنگله بیان داشت که مدتی از بیماری سرطان رنج می‌برده‌است، اما بهبود یافته و در وضعیت سلامتی به سر می‌برد. با اینحال دیگر فعالیت هنری ندارد.
وی در ۲۴ تیر ۱۴۰۱ در سن ۸۶ سالگی بر اثر ابتلا به کرونا درگذشت.

## گزیدهٔ نقش‌آفرینی‌ها

### سینما
- ۱۳۵۳ - دایره مینا
- ۱۳۷۹ - سام و نرگس
- ۱۳۷۹ - سگ‌کشی
- ۱۳۷۹ - پارتی
- ۱۳۷۹ - آبی
- ۱۳۸۰ - بانوی کوچک
- ۱۳۸۱ - گاهی به آسمان نگاه کن
- ۱۳۸۴ - عروسک فرنگی

### تلویزیون
| سال       | نام                               | سمت                | کارگردان                 | توضیحات |
| --------- | --------------------------------- | ------------------ | ------------------------ | --- |
| ۱۳۹۳      | سال‌های ابری                       | بازیگر             | مهدی کرم‌پور              | |
| ۱۳۹۰      | لبهٔ آتش                           | بازیگر             | جواد افشار               | |
| ۱۳۹۰      | تله‌فیلم «مرد و جاده»              | بازیگر             | کامران قدکچیان           | |
| ۱۳۸۹      | تله‌فیلم «خانه‌ای در غبار»          | بازیگر             | احمد امینی               | |
| ۱۳۸۹      | تله‌فیلم «شاه کلید»                | بازیگر             | حسین تبریزی              | |
| ۱۳۸۸      | تله‌فیلم «باید رفت»                | بازیگر             | حسین تبریزی              | |
| ۱۳۸۷      | تله‌فیلم «دزد و پرچین»             | بازیگر             | محمدرضا آهنج             | شبکه ۲ |
| ۱۳۸۷      | شیخ بهایی                         | بازیگر             | شهرام اسدی               | |
| ۱۳۸۶–۱۳۸۷ | پاتوق                             | بازیگر مهمان       | شاهین باباپور            | شبکه ۱ |
| ۱۳۸۵–۱۳۸۶ | سال‌های برف و بنفشه                | بازیگر             | سعید سلطانی              | در نقش «سرهنگ فلاح» |
| ۱۳۸۵      | اگر عشق نبود                      | بازیگر             | سیدفیاض موسوی            | شبکه ۱ |
| ۱۳۸۴–۱۳۸۵ | ما چند نفر                        | بازیگر             | سیدفیاض موسوی            | |
| ۱۳۸۴      | پایان نمایش                       | بازیگر             | بهمن زرین‌پور             | در دهه فجر ۱۳۸۴ از شبکه ۱ پخش شد. |
| ۱۳۸۱      | حامی                              | بازیگر             | بهمن زرین‌پور             | شبکه تهران |
| ۱۳۸۱      | باران عشق                         | بازیگر             | فریدون حسن‌پور احمد امینی | شبکه تهران |
| ۱۳۷۸–۱۳۸۱ | روشن‌تر از خاموشی                  | بازیگر             | حسن فتحی                 | شبکه ۱ |
| ۱۳۸۰      | چراغ‌های خاموش                     | بازیگر             | کاظم بلوچی               | در ماه رمضان ۱۳۸۰ از برنامه کودک و نوجوان پخش شد.                                                                                    |
| ۱۳۷۸      | سال‌های خاکستری                    | بازیگر             | محمدرضا ورزی             | تهیه شده برای سیمای آذری شبکه جهانی سحر                                                                                              |
| ۱۳۷۸      | روز ایپریت                        | بازیگر             | احمد امینی               | |
| ۱۳۷۷–۱۳۷۸ | محاکمه                            | بازیگر             | حسن هدایت                | شبکه ۱ |
| ۱۳۷۷–۱۳۷۸ | روزهای زندگی                      | بازیگر             | سیروس مقدم               | در سال ۱۳۷۹ از شبکه ۳ پخش شد. |
| ۱۳۷۵–۱۳۷۷ | تصویر یک رؤیا                     | بازیگر             | احمد امینی               | شبکه ۱ |
| ۱۳۷۶      | تله‌تئاتر «قضیه رابرت اپنهایمر»    | بازیگر             | محمود عزیزی              | شبکه ۲ |
| ۱۳۷۶      | تله‌تئاتر «در منطقه جنگی»          | کارگردان           | اسماعیل شنگله            | شبکه ۲ |
| ۱۳۷۶      | تله‌تئاتر «قطار ارواح»             | بازیگر             | رضا کرم‌رضایی             | شبکه ۲ |
| ۱۳۷۶      | تله‌تئاتر «تاجر ونیزی»             | بازیگر             | تاجبخش فنائیان           | شبکه ۲ کارگردان تلویزیونی: «حسین فردرو»                                                                                              |
| ۱۳۷۵      | تله‌تئاتر «کسب و کار آقای فابریزی» | بازیگر             | محمدرضا خاکی             | |
| ۱۳۷۵      | بهشت گم‌شده                        | بازیگر             | کامران قدکچیان           | شبکه ۳ |
| ۱۳۷۴–۱۳۷۵ | با اجازه                          | بازیگر             | علی شوقیان               | شبکه تهران |
| ۱۳۷۳      | آوای فاخته                        | بازیگر             | بهمن زرین‌پور             | شبکه ۱ |
| ۱۳۶۹      | عطر گل یاس                        | بازیگر تهیه‌کننده   | بهمن زرین‌پور             | شبکه ۱ |
| ۱۳۶۷–۱۳۶۹ | رعنا                              | بازیگر             | داوود میرباقری           | |
| ۱۳۶۵      | مدرس                              | تهیه‌کننده          | هوشنگ توکلی              | |
| ۱۳۶۵      | نهضت‌های آزادی‌بخش                  | کارگردان تهیه‌کننده | اسماعیل شنگله            | این مجموعه در ۸ قسمت پخش شد. |
| ۱۳۶۵      | تله‌تئاتر «شیلی»                   | کارگردان           | اسماعیل شنگله            | شبکه ۲ |
| ۱۳۶۴      | تله‌تئاتر «دست بالای دست»          | بازیگر کارگردان    | اسماعیل شنگله            | |
| ۱۳۶۳      | تله‌تئاتر «پاتلن وکیل»             | کارگردان تهیه‌کننده | اسماعیل شنگله            | شبکه ۱ |
| ۱۳۶۲      | تله‌تئاتر «ماه‌پنهان است»           | بازیگر             | خسرو شایسته              | کارگردان تلویزیونی: «مسعود فروتن» |
| ۱۳۵۲      | تله‌تئاتر «رومئو و ژانت»           | کارگردان           | اسماعیل شنگله            | نویسنده: «ژان آنوی» «مهین شهابی» در آن بازی کرده بود                                                                                 |
| ۱۳۳۹      | تله‌تئاتر «غرور زندگی»             | بازیگر             | علی نصیریان              | نویسنده: «پل ژرالدی» در آبان ماه ۱۳۳۹ پخش شد و «علی نصیریان» هم در آن بازی کرده بود.                                                 |
| ۱۳۳۹      | تله‌تئاتر «پزشک دهکده کوکونیان»    | بازیگر             | علی نصیریان              | نویسنده: «ماکس روکت» در مهرماه ۱۳۳۹ پخش شد و در آن «جمیله شیخی»، «عزت‌الله انتظامی»، «علی نصیریان» و «نصرت پرتوی» هم بازی کرده بودند. |
| ۱۳۳۹      | تله‌تئاتر «بعد از سی سال»          | بازیگر             | علی نصیریان              | در مرداد ۱۳۳۹ پخش شد و در آن «جمیله شیخی»، «جمشید لایق»، «علی نصیریان»، «جمشید مشایخی» و «پرویز کاردان» هم بازی کرده بودند.          |